# Xanthium spinosum
Arzola (Xanthium spinosum) é uma planta anual da família das compostas. É conhecida também como "bardana-espinhosa", "gatinho", "pica-três".

## Descrição

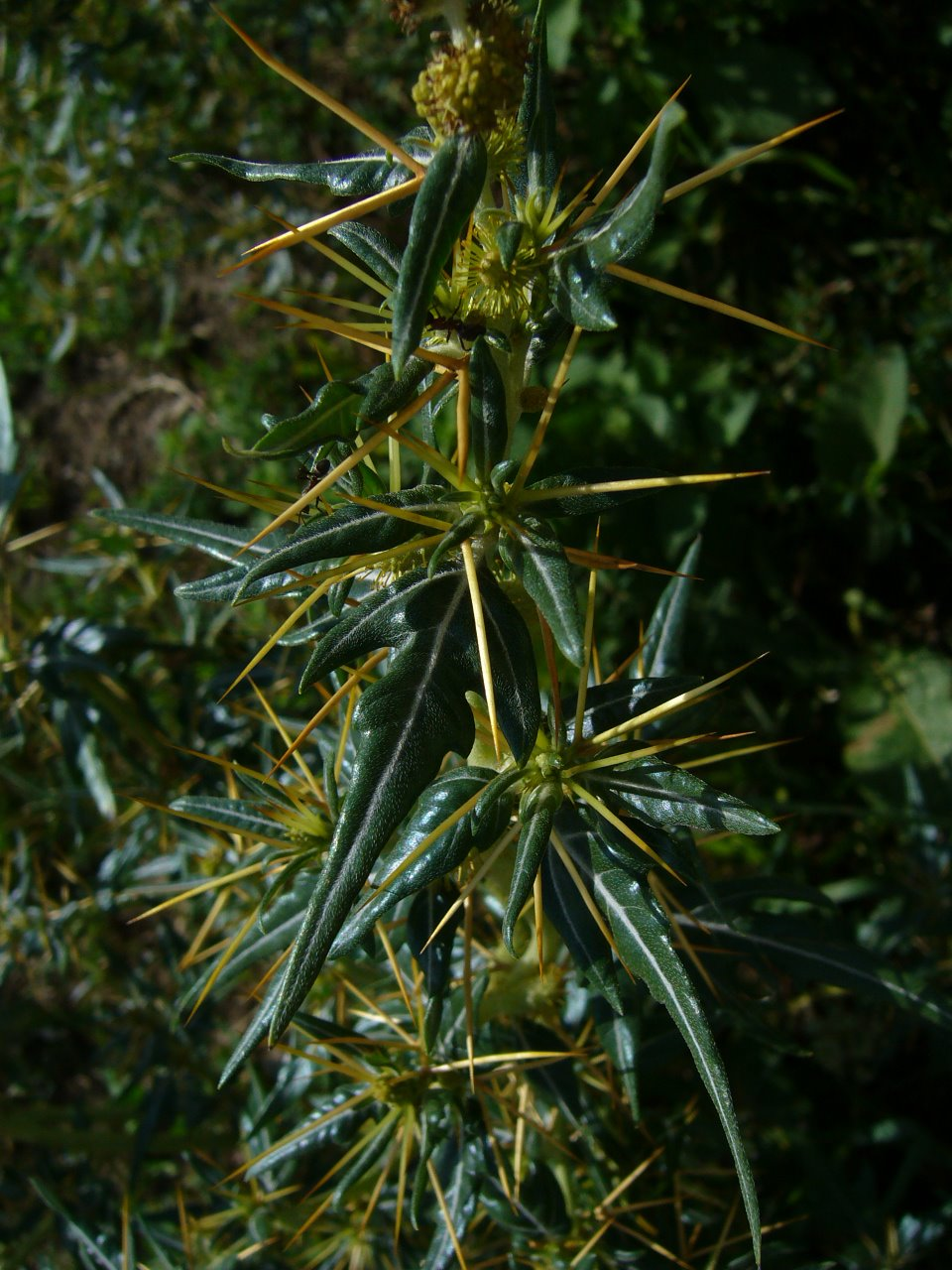
Seus epinhos são amarelados e têm cerca de 2 cm

Arzola é uma erva daninha com caule muito ramoso e espinhoso que tem entre 20 cm e 1 m de altura. Sua inflorescência ocorre em junho e julho, e a infrutescência ocorre no período entre julho e setembro.

## Habitat e distribuição
A espécie habita terrenos baldios, próximo ao lixo, estradas, rios, barrancos, campos e pastagens. Esta é uma planta resistente à seca. Prefere arenoso e argiloso, solos ricos em nutrientes, habitats ensolarados e quentes.
Está distribuído no Cáucaso, Sibéria, Extremo Oriente, Ásia Central, América, Açores, Europa Centro-Meridional, Ásia Menor, África do Sul, Oceania.

## Sinonímia
- Acanthoxanthium spinosum (L.) Fourr.
- Xanthium spinosum L. var. inerme Bel